# Guvernoratul Béja
Guvernoratul Béja este una dintre cele 24 unități administrativ-teritoriale de gradul I ale Tunisia.
1. ↑   http://tunisie.co/article/159/shopping/telephonie/indicatifs-525410 Lipsește sau este vid: |title= (ajutor)